# Janoah
Janoah ist ein männlicher Vorname.

## Herkunft und Bedeutung
Der Name Janoah leitet sich vom Ortsnamen Janoach ab, der einmal in der Bibel vorkommt (2 Kön 15,29 )  und in älteren Übersetzungen Janoah geschrieben wurde.

## Popularität
In den Niederlanden wird der Name Janoah seit 1985 gelegentlich vergeben, mit einem Anstieg im Jahr 2010.

## Namensträger
- Janoah ist ein Künstlername des niederländischen Sängers Gerard Joling